# بوب هولنس
بوب هولنس (بالإنجليزية: Bob Holness)‏ (مواليد 12 نوفمبر 1928 - الوفاة 6 يناير 2012) هو ممثل بريطاني.

## روابط خارجية
- بوب هولنس على موقع IMDb (الإنجليزية)
- بوب هولنس على موقع أول موفي (الإنجليزية)
- بوب هولنس على موقع كينوبويسك (الروسية)